# Сан Пјетро Ирпино (Авелино)
Сан Пјетро Ирпино је насеље у Италији у округу Авелино, региону Кампанија.
Према процени из 2011. у насељу је живело 35 становника. Насеље се налази на надморској висини од 424 м.